# シカゴ・スタッグズ
シカゴ・スタッグズ(Chicago Stags)はかつてアメリカ合衆国イリノイ州シカゴに存在したNBAのバスケットボールチーム。1946年に創設されて、1950年に解散した。

## 歴史
BAAが創設時、11チームが2つのディビジョンに分かれていて、シカゴ・スタッグズは西部地区に所属した。
1946-47シーズンは、49勝11敗のワシントン・キャピトルズに次いで39勝22敗で終了、3位で38勝23敗に終わったセントルイス・ボンバーズを1ゲーム差で退け地区2位となった。
プレーオフ1回戦は不戦勝となり2回戦でキャピタルズと対戦4-2で勝ち上がった。
そして決勝で、フィラデルフィア･ウォリアーズと対戦したが1-4で敗れた。
1947-48シーズンには、11チームあったリーグは8チームになっていてスタッグズは4チーム中セントルイス・ボンバーズに次いで2位になった。まず同率だったワシントン・キャピトルズと対戦4点差で勝利して、プレーオフに勝ち進んだ。
準々決勝では、ボストン・セルティックスと対戦して勝利、準決勝に進んだ。
しかし、そこでその年チャンピオンとなったボルチモア・ブレッツに敗れた。
1948-49シーズンはミネアポリス・レイカーズや、ニューヨーク・ニッカボッカーズと同じディビジョンになり、地区優勝したロチェスター・ロイヤルズと7ゲーム差、38勝22敗で地区3位となった。プレーオフに出場できるのは、6チームから8チームとなり、スタッグズは最終的にチャンピオンになったレイカーズと対戦し、0-2で敗れた。
1949-50(最後のシーズン）は、BAAはNBAに改称するとともに、3地区17チームに膨れ上がった。スタッグズは首位と11ゲーム差の40勝28敗で終わり、レイカーズ、ロイヤルズに次いで地区3位となった。しかしプレーオフには出場できなかった。

## シーズンごとの成績
Note: 勝 = 勝利数, 敗 = 敗戦数, % = 勝率 
| シーズン                 | 勝                  | 敗                  | %                   | プレーオフ                                                | 結果 |
| Chicago Stags (BAA)      | Chicago Stags (BAA) | Chicago Stags (BAA) | Chicago Stags (BAA) | Chicago Stags (BAA)                                       | Chicago Stags (BAA)                                                                                         |
| ------------------------ | ------------------- | ------------------- | ------------------- | --------------------------------------------------------- | --- |
| 1946-47                  | 39                  | 22                  | .639                | BAAプレーオフ準決勝勝利 BAA決勝敗退                       | スタッグズ 4, ワシントン・キャピトルズ 2 フィラデルフィア・ウォリアーズ 4, スタッグズ 1                     |
| 1947-48                  | 28                  | 20                  | .583                | タイブレーク勝利 プレーオフ1回戦勝利 プレーオフ準決勝敗退 | スタッグズ 1, ワシントン・キャピトルズ 0 スタッグズ 2, セルティックス1 ボルチモア・ブレッツ 2, スタッグズ 0 |
| 1948-49                  | 38                  | 22                  | .633                | ディビジョン準決勝敗退                                    | ミネアポリス・レイカーズ 2, スタッグズ 0                                                                    |
| シカゴ・スタッグズ (NBA) |                     |                     |                     |                                                           | |
| 1949-50                  | 40                  | 28                  | .588                | タイブレーク敗戦 ディビジョン準決勝敗退                   | フォートウェイン・ピストンズ 1, スタッグズ 0 ミネアポリス・レイカーズ 2, スタッグズ 0                       |